# Климатическое оружие
Климати́ческое ору́жие (метеорологическое оружие) — гипотетическое и иногда в ранней стадии разработки оружие массового поражения и разрушения экономики отдельно взятой страны или группы стран, использующее в качестве поражающего фактора искусственное воздействие на природные ресурсы, погоду и климат отдельно взятой территории, страны, государства, материка, континента. В качестве механизма «пуска» могут быть использованы различные технологии и средства, искусственно созданные техногенные катастрофы, влекущие за собой экологические катастрофы и, как следствие, создающие экономические проблемы (кризисы).
Является одной из разновидностей геофизического оружия.

## История
Известны воздействия американцев на верховья Меконга в ходе войны во Вьетнаме с целью выведения из строя «тропы Хо Ши Мина», системы дорог, по которой осуществлялось снабжение партизан Национального фронта освобождения Южного Вьетнама в Южном Вьетнаме (Операция «Попай»). Хотя американцам и удалось вызвать проливные дожди и частично парализовать снабжение партизан, но это потребовало огромных материальных затрат (в качестве воздействующих веществ используются йодистое серебро, сухой лёд и т. д.), а полученный эффект был кратковременным. ООН в 1977 году приняла резолюцию, которая запрещала любое использование технологий изменения окружающей среды во враждебных целях. Это привело к возникновению соответствующего договора.

## Проблемы
Для осуществления воздействия на синоптических объектах размерами в сотни и тысячи километров, какими являются циклоны, антициклоны и атмосферные фронты, определяющие погоду в период времени от десятков часов до нескольких суток, необходимы колоссальные технологические ресурсы, а эффект от воздействия непредсказуем и не гарантирован в силу неточности прогноза последствий этого воздействия.
Например, в кучево-дождевом облаке средних размеров (диаметром несколько километров) содержится энергия, сравнимая с энергией нескольких ядерных бомб. Задача, как сосредоточить огромное количество энергии, необходимой для изменения естественного течения синоптических процессов на огромной территории, которую они занимают, в короткий — относительно времени их существования — промежуток времени, является сложнейшей с научно-технической точки зрения проблемой, поскольку эта извне вводимая энергия должна быть не меньше, чем та, которой обладает синоптическое образование. Кроме того, обязательно необходимо предусмотреть возможность выведения введённой извне энергии: синоптическое образование перемещается, невзирая на государственные границы.

## Современное состояние
Активные работы в области гарантированного воздействия на погодные условия на территориях в десятки километров ведутся в целом ряде государств. При этом активные воздействия на погоду в военных целях запрещены в соответствии с международной конвенцией.

## Критика
Большая часть специалистов в данной и других областях сходятся во мнении, что возможность создания климатического оружия сильно преувеличена и является для большинства сверхдержав, своего рода, «отвлекающим манёвром» от факторов, которые действительно способны влиять на общую картину климата и температуры на нашей планете — таких как промышленные выбросы.

## В искусстве
- «Цветы «Тхиенли»» — северовьетнамский фильм 1973 года[4].
- «Охота на дракона» — советско-никарагуанский фильм 1986 года[5].
- «Мстители» — американский фильм 1998 года.
- «Лучший подарок на Рождество» — американский фильм 2000 года.
- «One Piece» — манга и аниме (Арка Арабасты).
- «Геошторм» — американский фильм 2017 года.